# Microlicia helvola
Microlicia helvola är en tvåhjärtbladig växtart som beskrevs av José Jéronimo Triana. Microlicia helvola ingår i släktet Microlicia och familjen Melastomataceae. Inga underarter finns listade i Catalogue of Life.